# Distrito de Kamienna Góra
Kamienna Góra (polaco: powiat kamiennogórski) es un distrito del voivodato de Baja Silesia (Polonia) que fue constituido el 1 de enero de 1999 por la reforma del gobierno local polaco aprobada el año anterior. Limita al sur con la República Checa y con otros tres distritos de Baja Silesia: al norte con Jawor, al este con Wałbrzych y al oeste con Jelenia Góra. Está dividido en cuatro municipios: uno urbano (Kamienna Góra), uno urbano-rural (Lubawka) y dos rurales (Kamienna Góra y Marciszów). En 2011, según la Oficina Central de Estadística polaca, el distrito tenía una superficie de 395,69 km² y una población de 45 357 habitantes.